# USS North Carolina (BB-55)
Pour les autres navires du même nom, voir USS North Carolina.
Le USS North Carolina (BB-55) est un cuirassé de classe North Carolina appartenant à l'US Navy. Il est particulièrement connu pour sa participation dans le théâtre Pacifique (bataille de Guadalcanal) durant la Seconde Guerre mondiale, notamment en protection des porte-avions.
Après son désarmement, il fut transformé en navire musée à Wilmington en Caroline du Nord. Il est classé National Historic Landmark depuis 1986.

## Galerie

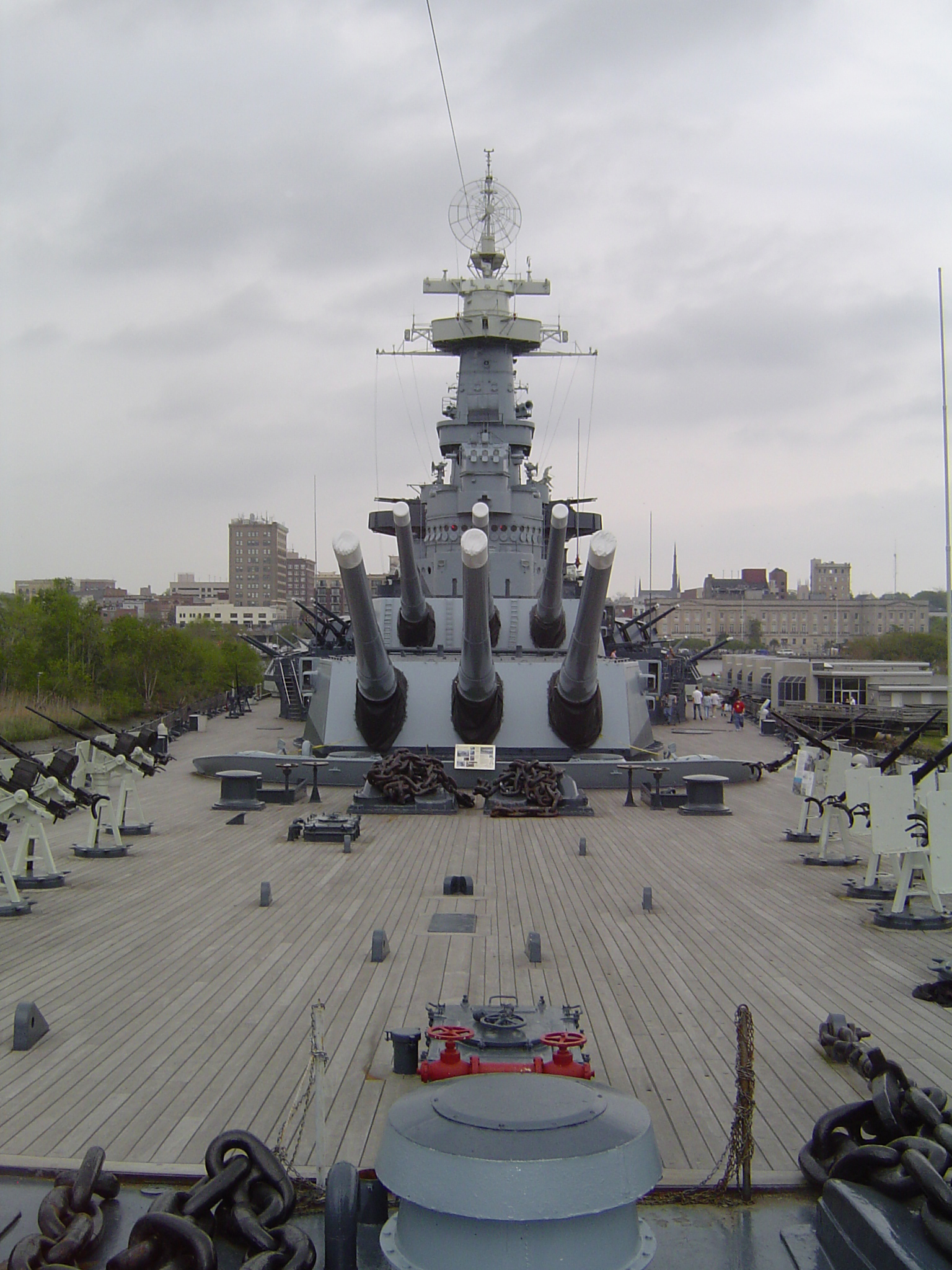
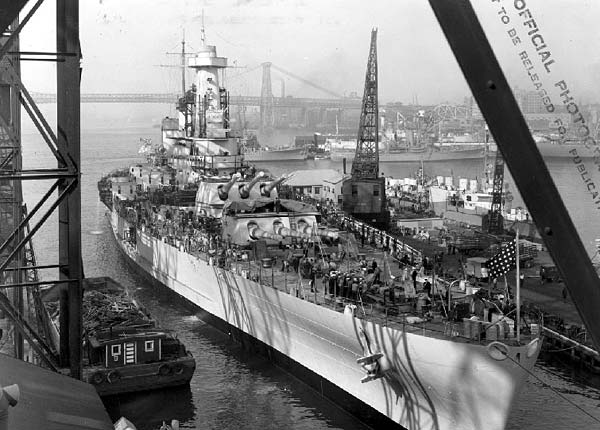
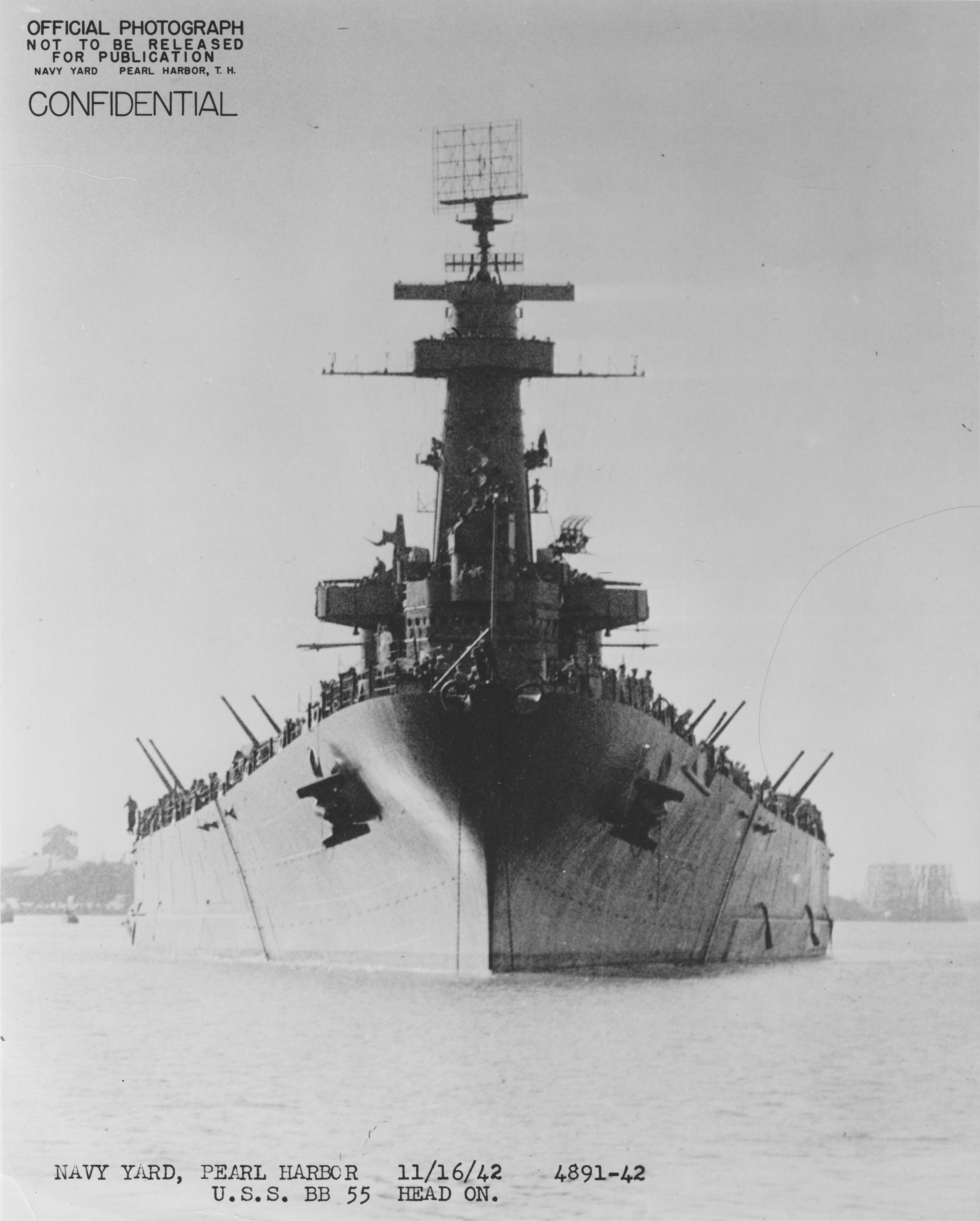

## Histoire
Il s'agit du premier cuirassé rapide construit aux États-Unis depuis les années 1920. Sa construction à nécessité cinq mille ouvriers et vingt mille emplois indirects dans le grand New York.
La quille de l'USS North Carolina fut posée le 27 octobre 1937 et le navire fut lancé le 13 juin 1940 tandis que sa mise en service eut lieu le 9 avril 1941 ; il était le premier cuirassé américain construit depuis ceux de la classe Colorado au début des années 1920. Il ne fut cependant pas placé en service actif du fait de problèmes de vibrations sur les arbres propulseurs, un problème également rencontré sur l'USS Washington et d'autres navires comme le croiseur léger USS Atlanta. Plusieurs modèles d'hélices furent testés à bord de l'USS North Carolina dont des versions à quatre pales ou des versions modifiées de l'hélice originale à trois pales. Ces essais devant être réalisés en mer, le navire faisait de fréquents aller-retours entre le port de New York et l'océan Atlantique, ce qui lui valut le surnom de Showboat (« navire de croisière »),,,.
Après une série de tests dans la mer des Caraïbes et une participation à divers exercices militaires, l'USS North Carolina emprunta le canal de Panama pour rejoindre le théâtre d'opération du Pacifique à l'été 1942. Il intégra la Task Force 16 et escorta le porte-avions USS Enterprise durant la bataille de Guadalcanal. Lors de la bataille des Salomon orientales les 24 et 25 août 1942, les avions américains coulèrent le porte-avion léger Ryūjō mais l'aéronavale japonaise des porte-avions Shōkaku et Zuikaku attaqua la Task Force 16. L'USS North Carolina abattit entre 7 et 14 appareils sans subir de gros dégâts mais l'USS Enterprise reçut trois bombes et fut gravement endommagé.

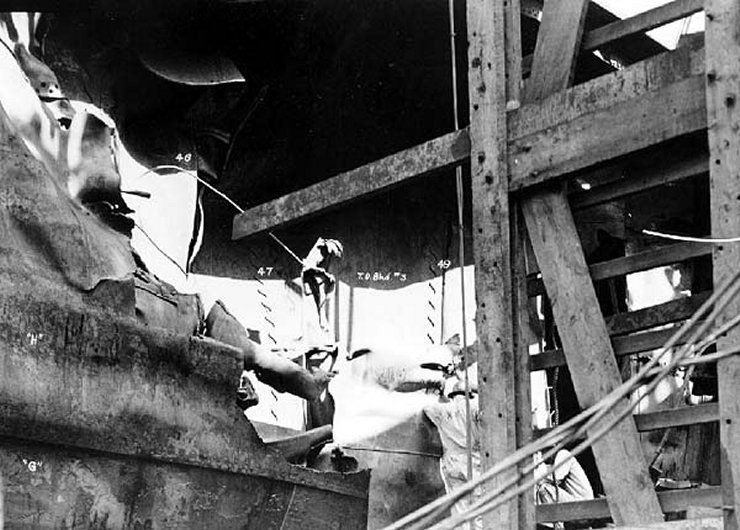
La torpille du sous-marin japonais I-19 créa un trou béant dans la coque de l'USS North Carolina.

L'USS North Carolina rejoignit ensuite le porte-avions USS Saratoga et l'escorta lors de la bataille de Guadalcanal. Même s'il évita une torpille le 6 septembre, le cuirassé fut touché le 15 septembre. Sur les six torpilles tirées par le sous-marin japonais I-19, trois touchèrent le porte-avions USS Wasp, une heurta le destroyer USS O'Brien, une rata sa cible et la dernière percuta l'USS North Carolina. L'ogive de 300 kg toucha le navire sur bâbord à 6,1 m sous la ligne de flottaison juste derrière la tourelle 1. La torpille créa un trou de 9,8 m par 5 permettant à 990 t d'eau d'entrer dans le navire. Pour compenser il fut décidé d'inonder une autre partie du navire avec 490 t d'eau ; l’explosion tua cinq marins et en blessa vingt autres. Bien que l'USS North Carolina puisse encore naviguer à 24 nœuds (44,4 km/h), il dut ralentir à 18 nœuds (33,3 km/h) pour s'assurer que les réparations temporaires ne cèdent pas. Les dégâts structuraux sous la première tourelle la rendait incapable de tirer sauf en cas de besoin immédiat et le principal radar tomba en panne. Comme il s'agissait du premier cuirassé moderne américain à être touché par une torpille, cela attira l'attention de nombreux officiers de la Marine. Le système de protection contre les torpilles avait failli céder près de l'une des zones les plus sensibles du navire (un magasin) et cela fut exploité par ceux qui considéraient que trop de protection avait été sacrifiée lors de la conception des navires. Le comité général demanda donc l'installation d'un bulbe anti-torpille sur les deux derniers navires de la classe Iowa, l'USS Illinois et l'USS Kentucky afin de protéger les magasins. Cependant, le nouveau Bureau of Ships s'y opposa et aucune modification ne fut réalisée,,,.
Après des réparations dans la base de Pearl Harbor, l'USS North Carolina servit dans l'escorte des porte-avions USS Enterprise et USS Saratoga pour le reste de l'année 1942 et la plus grande partie de l'année 1943 alors qu'ils fournissaient un support aérien dans les Salomon. Dans le même temps, il reçut de nouveaux systèmes de conduite de tir en mars, avril et septembre 1943 à Pearl Harbor. En novembre, l'USS North Carolina escorta l'USS Enterprise lors des attaques sur Makin, Tarawa et Abemama. Au début du mois de décembre, il bombarda Nauru avant de rejoindre le porte-avions USS Bunker Hill au large de Kavieng en Nouvelle-Irlande,.
L'USS North Carolina intégra la Task Force 38 en janvier 1944 au sein de laquelle il devint le navire amiral de l'amiral Willis A. Lee et offrit un soutien aux assauts aériens sur Kwajalein, Namur, Truk, Saipan, Tinian, Guam, Palau, Woleai et Hollandia. En avril, le cuirassé bombarda les installations défensives de Ponape avant de rejoindre Pearl Harbor pour réparer un gouvernail endommagé. Après ces réparations, l'USS North Carolina rejoignit l'USS Enterprise le 6 juin lors de l'attaque des îles Mariannes,.
À la fin du mois de juin, il fut l'un des navires américains qui participa au soi-disant « tir aux pigeons des Mariannes » où les Japonais subirent des pertes catastrophiques. Des problèmes avec les arbres propulseurs le forcèrent à rejoindre le Puget Sound Naval Shipyard dans l'État de Washington où il subit plusieurs modifications importantes. Il retourna au service actif en novembre et à sa tâche d'escorteur et fut touché par un typhon. Le cuirassé protégea les porte-avions alors qu'ils fournissaient un soutien aérien aux forces d'invasion à Leyte, Luçon et dans les Visayas. Un nouveau typhon coula trois destroyers mais l'USS North Carolina en sortit indemne et accompagna les porte-avions attaquant les positions japonaises sur Formose, en Indochine, en Chine, dans les îles Ryūkyū et à Honshū en janvier et février 1945. Durant la bataille d'Iwo Jima, il fournit un soutien d'artillerie aux troupes de débarquement,.

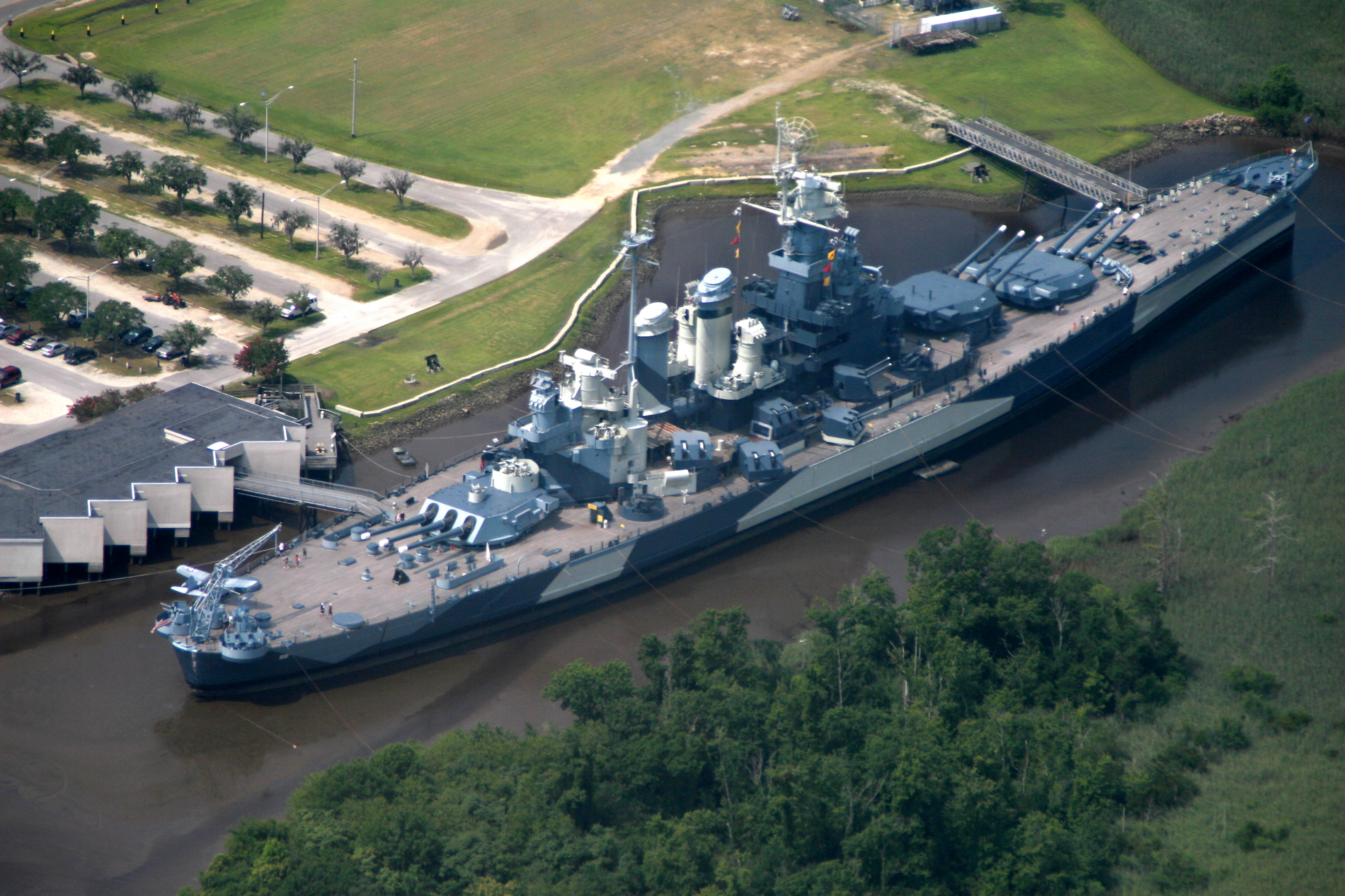
L'USS North Carolina en 2006

Lors de l'invasion d'Okinawa, l'USS North Carolina assura la défense des porte-avions et réalisa des bombardements côtiers. Il abattit trois kamikazes le 6 avril mais fut touché par un obus ami de 5 pouces ; trois marins furent tués et 44 furent blessés. Le navire abattit un avion le 7 avril et deux autres le 17. Après de nouvelles modifications réalisées à Pearl Harbor entre le 9 mai et le 28 juin, il poursuivit son rôle d'escorteur et participa aux bombardements côtiers sur les îles principales japonaises. Le 17 juillet, il bombarda la région industrielle d'Hitachi dans la préfecture d'Ibaraki avec les cuirassés USS Alabama, USS Missouri, USS Wisconsin et HMS King George V et d'autres navires plus petits,.
Après la capitulation japonaise, il débarqua des marins et des membres du corps des Marines pour participer à l'occupation du Japon. Dans le cadre de l'opération Magic Carpet, il fut affecté au rapatriement des soldats aux États-Unis et arriva à Boston le 17 octobre. Après des modifications au New York Navy Yard, il participa à des exercices militaires au large de la Nouvelle-Angleterre avant de devenir un navire d’entraînement dans la mer des Caraïbes.
L'USS North Carolina fut réformé à Bayonne dans le New Jersey le 27 juin 1947 mais resta dans la flotte de réserve jusqu'au 1er juin 1960 lorsqu'il fut rayé des cadres du Naval Vessel Register. Le cuirassé échappa à la démolition lorsqu'il fut racheté par l'État de Caroline du Nord le 8 août 1961 pour la somme de 250 000 $ (environ 7,2 millions de dollars de 2012)). Il fut transféré à Wilmington où il devint un navire musée et un mémorial dédié aux citoyens de l'État qui moururent lors de la Seconde Guerre mondiale. Il fut inscrit sur le Registre national des lieux historiques et désigné comme National Historic Landmark le 1er janvier 1986,,.